# Lista de deputados estaduais de Sergipe da 18.ª legislatura
Essa é uma lista de deputados estaduais eleitos para o período 2015-2019.

## Composição das bancadas
| Partido | Líder                       | Bancada | Posição      |
| ------- | --------------------------- | ------- | ------------ |
| PMDB    | Zezinho Guimarães           | 4 / 24  | Governo      |
| PSD     | Luiz Mitidieri              | 3 / 24  | Governo      |
| PTC     | Dr. Gilson Andrade          | 3 / 24  | Independente |
| PP      | Maria Mendonça              | 2 / 24  | Oposição     |
| PSC     | Valmir Monteiro             | 2 / 24  | Oposição     |
| DEM     | Goretti Reis                | 2 / 24  | Oposição     |
| PT      | Francisco Gualberto         | 2 / 24  | Governo      |
| PDT     | Silvia Fontes               | 1 / 24  | Governo      |
| PSB     | Luciano Pimentel            | 1 / 24  | Governo      |
| PSL     | Capitão Samuel Barreto      | 1 / 24  | Oposição     |
| PTdoB   | Paulinho da Varzinhas Filho | 1 / 24  | Independente |
| PRB     | Jairo de Glória             | 1 / 24  | Independente |
| PCdoB   | Padre Inaldo da Silva       | 1 / 24  | Governo      |

## Deputados estaduais
| Número | Deputados estaduais eleitos | Partido | Votação | Percentual | Cidade onde nasceu | Unidade federativa |
| 12345  | Silvia Fontes               | PDT     | 42.613  | 4,09%      | Aracaju            | Sergipe            |
| 11222  | Maria Mendonça              | PP      | 35.192  | 3,38%      | Itabaiana          | Sergipe            |
| 55123  | Gustinho Ribeiro            | PSD     | 34.863  | 3,35%      | Aracaju            | Sergipe            |
| 15555  | Zezinho Guimarães           | PMDB    | 34.140  | 3,28%      | Aracaju            | Sergipe            |
| 55250  | Jeferson Andrade            | PSD     | 33.898  | 3,25%      | Aracaju            | Sergipe            |
| 55555  | Luiz Mitidieri              | PSD     | 33.847  | 3,25%      | Boquim             | Sergipe            |
| 36111  | Doutor Vanderbal            | PTC     | 32.794  | 3,15%      | Gararu             | Sergipe            |
| 15000  | Garibalde Mendonça          | PMDB    | 31.401  | 3,01%      | Aracaju            | Sergipe            |
| 20123  | Pastor Antônio              | PSC     | 31.219  | 3,00%      | Japaratuba         | Sergipe            |
| 15015  | Luciano Bispo               | PMDB    | 29.763  | 2,86%      | Itabaiana          | Sergipe            |
| 25555  | Augusto Bezerra             | DEM     | 27.755  | 2,66%      | Aracaju            | Sergipe            |
| 25333  | Goretti Reis                | DEM     | 26.886  | 2,58%      | Lagarto            | Sergipe            |
| 15456  | Robson Viana                | PMDB    | 26.875  | 2,58%      | Aracaju            | Sergipe            |
| 13900  | Ana Lúcia                   | PT      | 26.334  | 2,53%      | Aracaju            | Sergipe            |
| 36123  | Dr. Gilson Andrade          | PTC     | 26.170  | 2,51%      | Itabaiana          | Sergipe            |
| 40123  | Luciano Pimentel            | PSB     | 26.158  | 2,51%      | Brumado            | Bahia              |
| 20000  | Valmir Monteiro             | PSC     | 26.032  | 2,50%      | Salgado            | Sergipe            |
| 13300  | Francisco Gualberto         | PT      | 25.405  | 2,44%      | São Cristóvão      | Sergipe            |
| 17123  | Capitão Samuel              | PSL     | 23.984  | 2,30%      | Malhador           | Sergipe            |
| 70555  | Paulinho da Varzinhas Filho | PTdoB   | 23.268  | 2,23%      | Aracaju            | Sergipe            |
| 11111  | Venâncio Fonseca            | PP      | 23.143  | 2,22%      | Boquim             | Sergipe            |
| 10000  | Jairo de Glória             | PRB     | 22.560  | 2,17%      | Aracaju            | Sergipe            |
| 36777  | Georgeo Passos              | PTC     | 20.233  | 1,94%      | Aracaju            | Sergipe            |
| 65555  | Padre Inaldo                | PCdoB   | 14.510  | 1,39%      | Colônia Leopoldina | Alagoas            |